# Віета
Віета — чеченська національна страва з насіння льону. Рідка пастоподібна маса, що отримується з розтертих на млині підсмаженого або просто висушеного насіння льону. Чеченцями вона здавна використовується як поживний загальнозміцнюючий засіб, а також при лікуванні різних захворювань. Віета давно поширена серед чеченців. З меленого насіння льону готували вишукану страву - лляну халву, обсмажуючи лляне борошно в киплячій олії з цукром або медом. Таку страву особливо цінять чеченці. Чеченці готують страву лише з насіння льону.  З льону до Російсько-Кавказької війни чеченці також виготовляли полотно.